# Magdalena (Laguna)
Magdalena (Bayan ng Magdalena) är en kommun i Filippinerna. Kommunen ligger på ön Luzon, och tillhör provinsen Laguna. Folkmängden uppgår till 20 204 invånare.
Magdalena är indelat i 24 barangayer.

## Bildgalleri

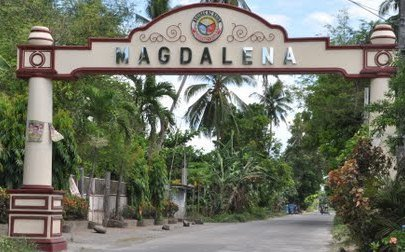
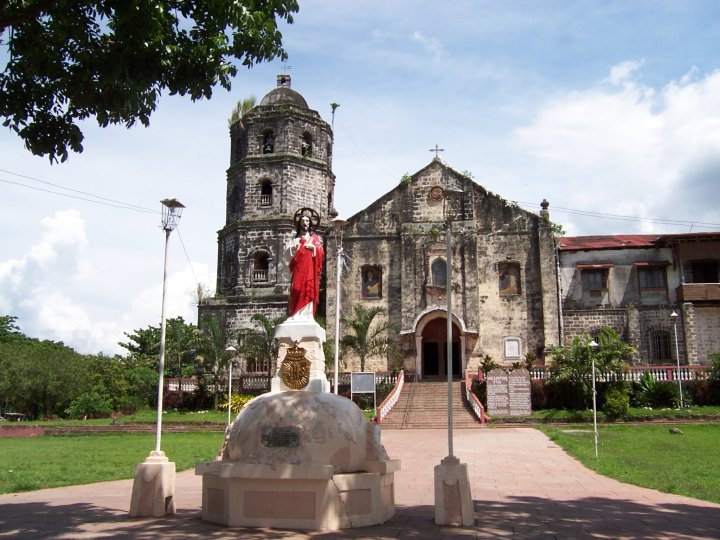
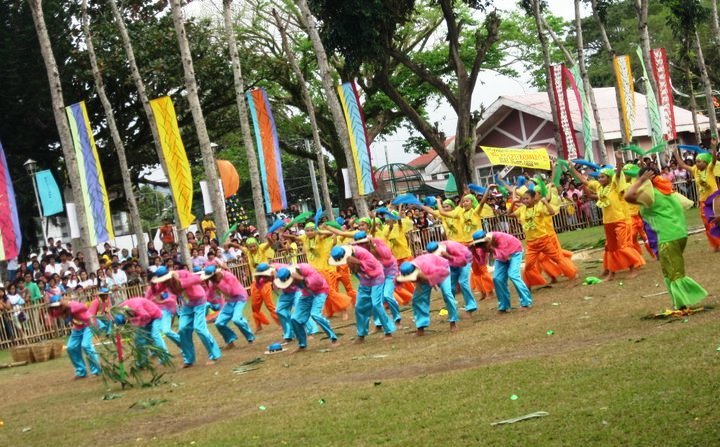
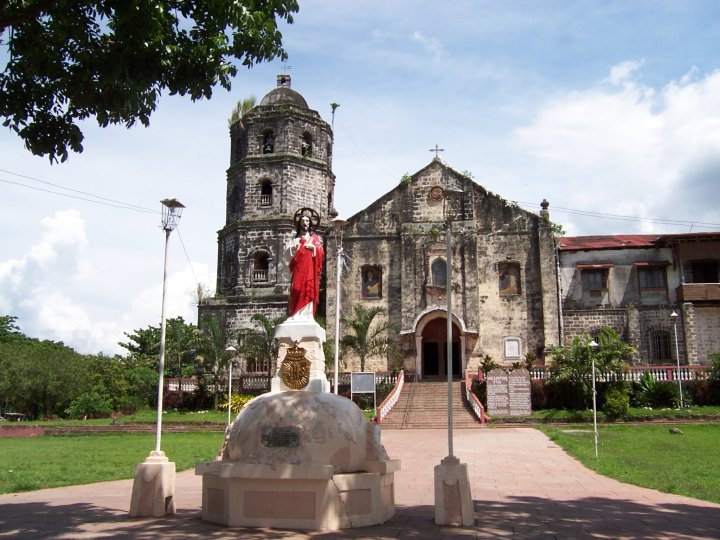